# Betyg (Lpo 94)
Skolbetygen enligt Lpo 94 var ett målrelaterade bokstavsbetyg med betygsskalan G-VG-MVG och (i gymnasiet) IG, som började användas i svensk grundskola och gymnasieskola år 1994. Systemet ersattes efter 17 årskullar med de sexgradiga målrelaterade bokstavsbetyg som infördes i läroplanerna Lgr11 för grundskolan och Gy 2011 för gymnasiet. Den sista årskursen gymnasieelever med betyg enligt Lpo 94 är den som gick årskurs 1 år 2010/11. Eftersom det finns elever som går fyra år på gymnasiet sattes betyg enligt detta system till och med vårterminen 2014.
Efter jämförelsevis kort utredningstid infördes de målrelaterade betygen i Lpo 94 som ersättning för det relativa sifferbetyg som hade tillämpats på 32 årskullar sedan 1962. Se skolbetyg i Sverige för en historik.

## Grundskolan
Ett nytt betygsystem infördes samtidigt som den nya läroplanen för det obligatoriska skolväsendet år 1994 blev gällande (Lpo 94). I Grundskoleförordningens (1994:1194) kapitel sju som handlade om betyg reglerades vad som gällde för dessa betyg.
Enligt Lpo 94 fick eleverna i svensk grundskola betyg från år 8 och till och med det skolplikten upphör. Skolplikten upphör vid utgången av vårterminen det kalenderår då eleven fyller 16 år. I årskurs 8 och vid höstterminens slut i år 9 fick eleverna terminsbetyg och vid vårterminens slut i årskurs 9 fick de ett slutbetyg vilket betyder att eleverna fick betyg fyra gånger under sin grundskoletid. Undantaget elever som gått om en årskurs eller har sen skolstart. De flesta högstadieskolor gav elever från årskurs 7 ett skriftligt omdöme en gång per termin vilket inte var menat att ses som ett betyg utan snarare som en föraning om betyget. Det skriftliga omdömet påvisade om eleven hade uppnått målen eller ej.
Betygskalan enligt Lpo 94 var tregradig där godkänd (G), väl godkänd (VG) och mycket väl godkänd (MVG) användes. I grundskolan fanns inte betyget icke godkänd (IG) till skillnad från i gymnasieskolan. I sådana fall då en elev inte nådde målen för grundskolans sista år skrevs istället ett skriftligt omdöme om elevens kunskapsutveckling i ämnet (eller ämnesblocket) bifogas i slutbetyget. Det sistnämnda infördes den 1 juli 2003.
Betygen var, liksom dagens betyg, målrelaterade. Terminsbetygen sattes i förhållande till de lokala mål och kriterier som bestämts för ett ämne vid varje enskild skola. Slutbetygen sattes i förhållande till de mål som angavs i kursplanerna och i de nationellt fastställda kriterierna.
| ”                        | Det innebär i sin tur att närvaro, flit, ambition, läxläsning, lektionsarbete m.m. inte i sig ska vara grund för betygsättningen, såvida de inte är en direkt förutsättning för att målen ska kunna nås, till exempel i form av laborationsarbete. | „ |
| – Skolverket, 2004, s 30 | |   |

I Grundskoleförordningens kapitel sju, 8 §, stod det följande att läsa att
| ”                                          | Om det finns särskilda skäl får läraren vid betygssättningen bortse från enstaka mål som eleven skall ha uppnått i slutet av det nionde skolåret. Med särskilda skäl avses funktionshinder eller andra liknande personliga förhållanden som inte är av tillfällig natur och som utgör ett direkt hinder för att eleven skall kunna nå ett visst mål. | „ |
| – Grundskoleförordningen, kapitel sju, § 8 | |   |

Denna paragraf kallas ofta pysparagrafen.
Betyg ges i grundskolans ämnen. Ämnen som eleverna inte får betyg i är elevens val och språkval såvida de inte valt att läsa ett modernt språk. Om undervisningen bedrivits ämnesövergripande i samhällsorienterande och naturorienterande ämnen får läraren besluta att ge ett sammanfattande betyg för ämnesblocket. Alla ämnen är lika mycket värda och är inte relaterade till hur många undervisningstimmar man haft i ämnet. Eleverna använder slutbetyget för att söka in till gymnasiet och då är det jämförelsetalet vid meritvärderingen som räknas. Det är endast de 16 bästa betygen i elevens slutbetyg som räknas för att det skall bli likvärdigt för alla Sveriges elever. Bestämmelser om detta finns i sjätte kapitlet 4 § i gymnasieförordningen (1992:394). Eleverna måste vara godkända i svenska, matematik och engelska för att antas till de nationella programmen vid gymnasiet. Betygen översätts till poäng i urvalsprocessen till gymnasiet.

## Gymnasieskolan och komvux
Ett nytt betygsystem infördes samtidigt som den nya läroplanen för det frivilliga skolväsendet år 1994 blev gällande (Lpf 94). För de elever som påbörjade sina gymnasiestudier 1992 och 1993 enligt den nya läroplanen sattes "målrelaterade sifferbetyg" vilket gav upphov till viss kritik.
Betygskalan var fyrgradig där Icke godkänd (IG), Godkänd (G), Väl godkänd (VG) och Mycket väl godkänd (MVG) användes. Betygen var målrelaterade. Kursbetygen sattes i förhållande till de mål som angavs i kursplanerna och i de nationellt fastställda kriterierna. Under perioden 1994-2000 var varje skola tvungen att göra lokala preciseringar av betygskriterierna, och nationella kriterier för MVG saknades. I läroplan 2000 infördes nationella kriterier även för MVG.
Enligt Lpf 94 innehöll avgångsbetygen samtliga kursbetyg (utom IG-betyg som senare ersatts med minst Godkänd) som givits under gymnasietiden. I den kommande utredningen föreslås en återgång till sammanfattande ämnesbetyg i avgångsbetyget. Alla kurser är lika mycket värda men relaterade till hur många poäng kursen omfattar. Eleverna använder avgångsbetyget för att söka in till högre utbildningar och då är det jämförelsetalet vid meritvärderingen som räknas. Där värderas betygen så här:
| MVG | ger 20 poäng |
| VG  | ger 15 poäng |
| G   | ger 10 poäng |
| IG  | ger 0 poäng  |
Jämförelsetalet är ett viktat medelvärde av samtliga kursbetyg med kursernas poängtal som vikter.

## Gemensamt
Betygen sätts av undervisande lärare även om denna varit obehörig. Om undervisande lärare av någon orsak får förhinder att sätta betyg sätts dessa av rektor, som är ytterst ansvarig för betygen. Det är även rektor som sätter betyg om två undervisande lärare i samma ämne är oense om elevens betyg (Skolverket, 2004, sidan 3 ff).
I gymnasieutredningen förekommer diskussioner att obehöriga lärare inte ska få sätta betyg.
Eleverna har rätt att få sitt betyg, i ett enstaka ämne eller hela betyget, prövat enligt 16 § i grundskoleförordningen (1999:683), men enligt Skolverkets allmänna råd och kommentarer angående betyg finns det inte reglerat hur det skall gå tillväga. De rekommenderar skolorna att vara flexibla i sitt tillvägagångssätt. Det är endast slutbetyget som går att prövas; sålunda gäller denna regel ej terminsbetygen.